# Swetoslaw Minkow

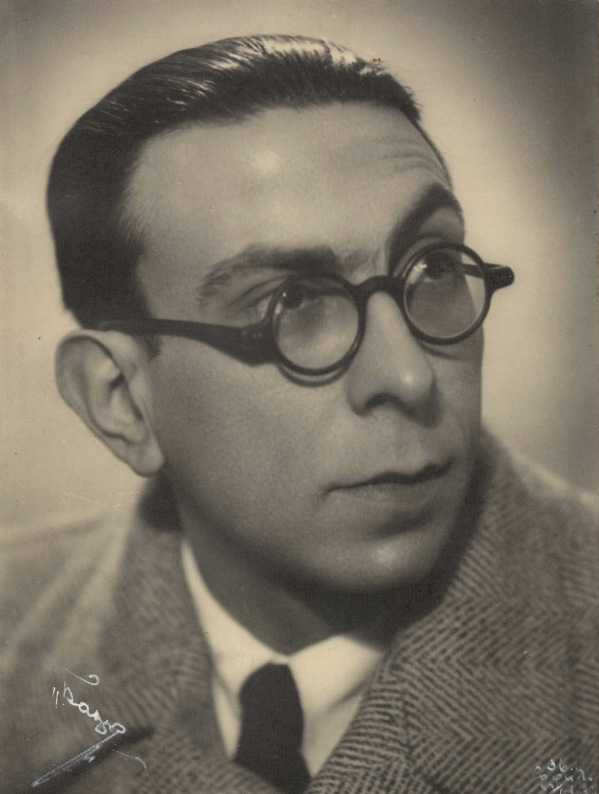
Swetoslaw Minkow, 1936

Swetoslaw Konstantinow Minkow bulgarisch Светослав Константинов Минков, (* 17. Februar 1902 in Radomir; † 22. November 1966 in Sofia) war ein bulgarischer Schriftsteller.
Minkow studierte in München und Sofia. Er veröffentlichte Erzählungen, die sich eines satirisch-grotesken Stils bedienten. Darüber hinaus veröffentlichte er auch Kinderbücher und arbeitete als Übersetzer.

## Werke (Auswahl)
- Die Dame mit den Röntgenaugen, übersetzt von Norbert Randow, Berlin 1959.
- Prikazki, Sofia 1971.
- Wie der Krähenjunge Sänger wurde, übersetzt von Lotte Markova, Sofia 1974.
- König Schlaflos, übersetzt von Lotte Markova, Sofia 1977.